# Dysdera macra
Dysdera macra là một loài nhện trong họ Dysderidae.
Loài này thuộc chi Dysdera. Dysdera macra được Eugène Simon miêu tả năm 1883.